# ۱۲۵۰ (میلادی)
۱۲۵۰ (میلادی) هزارو دویست و پنجاهمین سال تقویم میلادی است.

## زادگان
- ۲۵ دسامبر - ژان چهارم لاسکاریس، امپراتور نیقیه

## درگذشتگان
‎